# 메시어 빈센트
《메시어 빈센트》(프랑스어: Monsieur Vincent)는 프랑스에서 제작된 모리스 클로슈 감독의 1947년 전기 영화이다. 피에르 프레네 등이 주연으로 출연하였고 Viscount George De La Grandier 등이 제작에 참여하였다.
대한민국에는 피터팬픽처스에서 2009년 DVD를 출시했다.

## 출연

### 주연
- 피에르 프레네
- 이본 가우뒤

### 조연
- 장 카르메
- 리스 데라메어
- 피에르 둑스
- 미셀 부케
- 가브리엘 퐁탕
- 마르셀 페레스
- Georges Vitray